# Фрил, Генри Джеймс
Генри Дж(еймс) Фрил, англ. Henry J(ames) Friel (1823, Монреаль — 16 мая 1869, Оттава) — канадский общественный деятель и журналист. Мэр г. Байтаун в 1854 г., а после получения городом нового названия Оттава также занимал должность мэра в 1863 и 1868—1869 гг.

## Биография
Родился в семье ирландцев-католиков. В 1827 г. его семья переехала в недавно основанный посёлок Байтаун, где появилось много рабочих мест в связи с сооружением канала Ридо.
В 1846 г. Фрил приобрёл местную газету Bytown Packet, сделал её успешной и продал в 1849 г. Со временем издание стало наиболее популярной оттавской газетой; в настоящее время она носит название Ottawa Citizen. В 1858 г. основал новую газету Ottawa Union, которую в 1866 г. продал владельцу конкурирующего издания Ottawa Times.
В 1847 г. впервые был избран в городской совет Байтауна. В следующем году проиграл выборы, однако избирался олдерменом в 1850, 1853 и 1854 г. В том же 1854 г. был впервые избран мэром города.
Также Фрил работал в Механическом институте Байтауна. Это было викторианское по духу учреждение, которое, однако пыталось дать образование франкофонам и женщинам наравне с другими студентами. Из-за высокой платы за обучение институт вскоре закрылся.
Муниципалитет Байтаун был преобразован в г. Оттава в 1855 г. Фрил избирался олдерменом Оттавы в 1855—1858, 1864, 1865 и 1867 гг. В 1863 г. он входил в первый Совет полицейских комиссаров Оттавы.
В 1868 г. на посту мэра Фрил объявил о готовности выплатить вознаграждение в 2000 долларов за информацию, ведущую к осуждению убийцы Томаса Дарси Макги.
Умер от пневмонии, находясь в должности мэра. В честь Фрила названа улица, проходящая через оттавские районы Сэнди-Хилл и Лоуэртаун.